# 골웨이 대학교

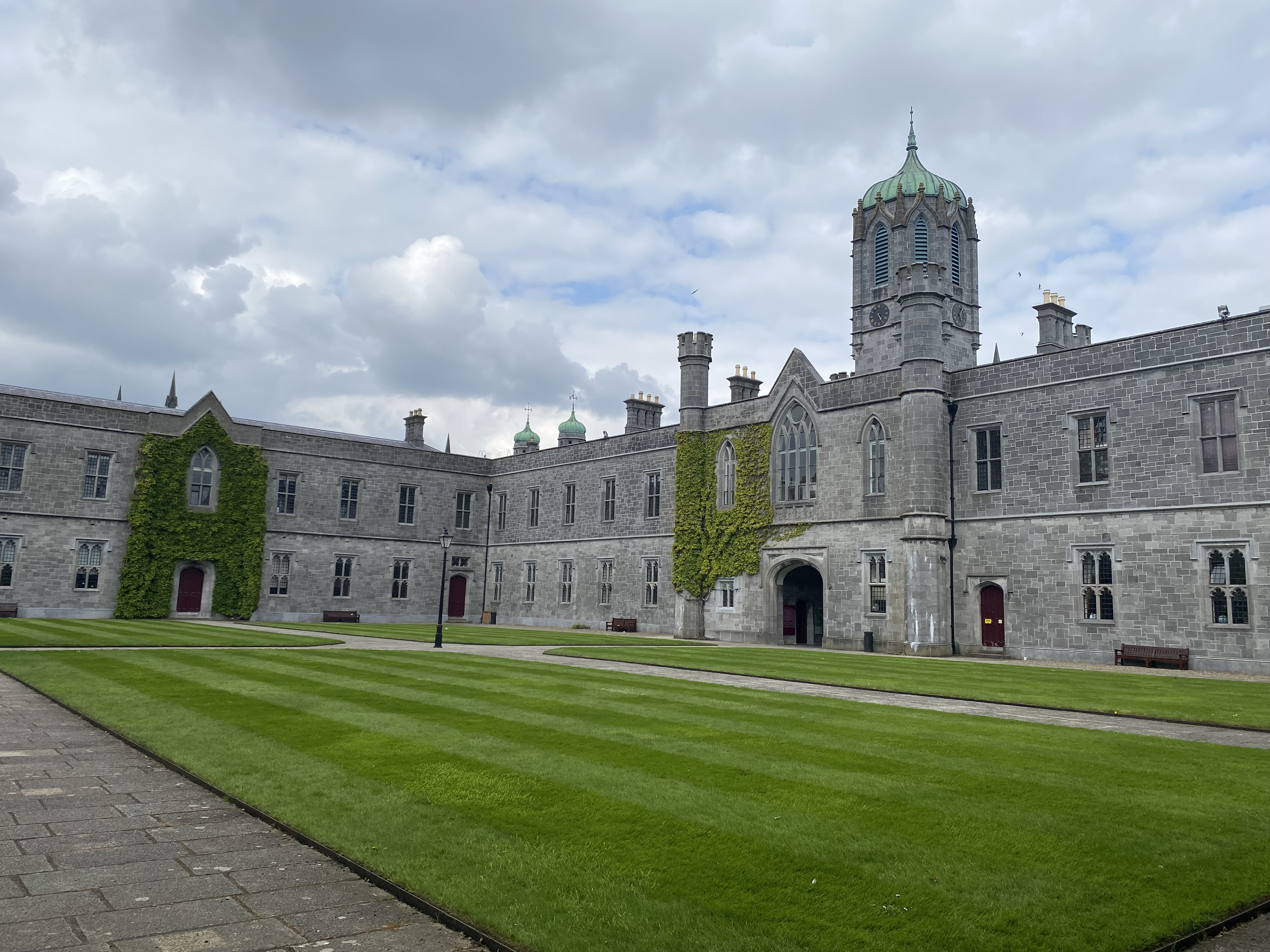
쿼드랭글 빌딩

골웨이 대학교(아일랜드어: Ollscoil na Gaillimhe, 영어: University of Galway)는 아일랜드 골웨이시에 위치한 공립 연구형 대학이다.
이 대학은 1845년에 "퀸스 칼리지 골웨이"(Queen's College, Galway)라는 교명으로 설립되었다. 1908년부터 1997년까지 "유니버시티 칼리지 골웨이"(University College, Galwaym, UCG, 아일랜드어: Coláiste na hOllscoile, Gaillimh)로 변경되었고 이후 "아일랜드 국립 대학교 골웨이"(National University of Ireland Galway, NUI Galway, 아일랜드어: Ollscoil na hÉireann Gaillimh, OÉ Gaillimh)로 변경되었다. 2022년 9월에 현재의 교명 "골웨이 대학교"로 이름을 바꾸었다.
골웨이 대학교는 40개의 유럽 대학 네트워크인 코임브라 그룹 소속이다.